# Nowo-Gurjewskoje
Nowo-Gurjewskoje (russisch Ново-Гурьевское, deutsch Kallnen, 1938–1945 Drachenberg, und Gailboden) ist ein Ort in der russischen Oblast Kaliningrad. Er gehört zur kommunalen Selbstverwaltungseinheit Munizipalkreis Osjorsk im Rajon Osjorsk.

## Geographische Lage
Nowo-Gurjewskoje liegt nördlich der Rajonstadt Osjorsk (Darkehmen/Angerapp) an den hier gemeinsam verlaufenden Regionalstraßen 27A-043 (ex R517) von Tschernjachowsk (Insterburg) und 27A-025 (ex R508) von Gussew (Gumbinnen). Eine Bahnanbindung gibt es nicht mehr, da die Bahnstrecke Insterburg–Lyck mit der nahegelegenen Bahnstation Spirockeln (1938–1945 Hohenfried) im sowjetischen Teil nicht wieder in Betrieb genommen worden ist.

## Geschichte

### Kallnen (Drachenberg)
Kallnen wurde im 16. Jahrhundert als Gelleichsnincken im Endurischen Schulzenamt genannt. 1874 wurde der Ort als Landgemeinde zentrales und namensgebendes Amtsdorf eines Amtsbezirks im Kreis Darkehmen.
Im Jahre 1907 lebten in Kallnen 107 Einwohner, deren Zahl sich bis 1925 auf 127 steigerte und 1933 noch 109, 1939 nur noch 89 betrug. Am 3. Juni 1938 – amtlich bestätigt am 16. Juli 1938 – wurde Kallnen in „Drachenberg“ umbenannt.

#### Amtsbezirk Kallnen/Drachenberg 1874–1945
Der Amtsbezirk Kallen wurde im Jahr 1874 im Kreis Darkehmen eingerichtet, zu dem sechs „Gründergemeinden“ gehörten:
| Name (bis 1938)                  | Name (1938–1945) | russischer Name nach 1945 |
| -------------------------------- | ---------------- | ------------------------- |
| Kallnen                          | Drachenberg      | Nowo-Gurjewskoje          |
| Koszischken ab 1936: Kossischken | Köskeim          | Rjaschskoje               |
| Melletschen                      | Meltbach         | Mochowoje                 |
| Schaugsten                       | Linnemarken      | Watutino                  |
| Scherrewischken                  | Bruderhof        | Maloje Putjatino          |
| Schwirgsden                      | Königsgarten     | Schmatowka                |

Am 12. Januar 1939 erhielt der Amtsbezirk den neuen Namen „Amtsbezirk Drachenberg“, der sich nun im umbenannten Landkreis Angerapp befand. Am 1. Januar 1945 gehörten noch alle sechs „Gründergemeinden“, jetzt allerdings mit veränderten Ortsbezeichnungen, zu dem Amtsbezirk: Bruderhof, Drachenberg, Königsgarten, Köskeim, Linnemarken und Meltbach.

### Gailboden/Gurjewskoje
Seit 1874 war der Gutsbezirk Gailboden Namensträger eines Amtsbezirks im Kreis Darkehmen. Im Jahr 1910 waren in Gailboden 123 Einwohner registriert. Im Jahr 1928 wurde der Gutsbezirk Gailboden an die Landgemeinde Mallenuppen (1938 bis 1945: Gembern, russisch heute Sadoroschje) angeschlossen.
Infolge des Zweiten Weltkrieges kam der Ort Gailboden mit der gesamten nordostpreußischen Region zur Sowjetunion. 1947 erhielt er den russischen Namen „Gurjewskoje“ und wurde gleichzeitig dem Dorfsowjet Sadowski selski Sowet im Rajon Osjorsk zugeordnet.

#### Amtsbezirk Gailboden 1874–1945
Der Amtsbezirk Gailboden wurde im Jahr 1874 im Kreis Darkehmen eingerichtet. Er bestand zunächst aus acht Landgemeinden (LG) und drei Gutsbezirken (GB):
| Name (bis 1938)                   | Name (1938–1945)     | russischer Name nach 1945 | Bemerkungen                                          |
| --------------------------------- | -------------------- | ------------------------- | ---------------------------------------------------- |
| Camanten                          | Kamanten             | Klimowka                  | LG                                                   |
| Demildszen                        |                      | Sebeschskje               | LG, 1930 zur LG Camanten                             |
| Endruschen                        | Maiden               | Lesnoje                   | LG                                                   |
| Gailboden                         |                      | Gurjewskoje               | GB, 1928 zur LG Mallenuppen                          |
| Groß Grobienen                    |                      | Malaja Klimowka           | LG                                                   |
| Mallenuppen                       | Gembern              | Sadoroschje               | LG                                                   |
| Menturren                         |                      | Setschenowo               | LG                                                   |
| Muldszählen ab 1936: Muldschählen | Finkenwalde (Ostpr.) |                           | LG                                                   |
| Ottoberg                          |                      | Netschajewo               | GB, 1928 zur LG Mallenuppen                          |
| Schaumburgsfelde                  |                      | Stawropolskoje            | GB, 1928 zur LG Mallenuppen                          |
| Schniepseln                       |                      |                           | LG, 1930 zur LG Notrienen im Amtsbezirk Groß Rogauen |

Am 1. Oktober 1944 gehörten die sechs Gemeinden Finkenwalde (Ostpr.), Gembern, Groß Grobienen, Kamanten, Maiden und Menturren zum Amtsbezirk Gailboden, der sich nun im umbenannten Landkreis Angerapp befand.

### Nowo-Gurjewskoje
Infolge des Zweiten Weltkrieges kam der Ort Kallnen/Drachenberg mit der gesamten nordostpreußischen Region zur Sowjetunion. 1947 erhielt er den russischen Namen „Nowo-Gurjewskoje“ und wurde gleichzeitig dem Dorfsowjet Sadowski selski Sowet im Rajon Osjorsk zugeordnet. Vor 1988 wurde der Ort Gurjewskoje an Nowo-Gurjewskoje angeschlossen. Von 2008 bis 2014 gehörte Nowo-Gurjewskoje zur Landgemeinde Krasnojarskoje selskoje posselenije, von 2015 bis 2020 zum Stadtkreis Osjorsk und seither zum Munizipalkreis Osjorsk.

## Kirche
Kallnen (Drachenberg) hatte vor 1945 eine überwiegend evangelische Einwohnerschaft und gehörte bis 1719 zum Kirchspiel Darkehmen (russisch: Osjorsk), danach zum Kirchspiel Ballethen (russisch: Sadowoje). Es lag im Bereich des Kirchenkreises Darkehmen in der Kirchenprovinz Ostpreußen der Kirche der Altpreußischen Union. Letzter deutscher Geistlicher war Pfarrer Joachim Großkreutz.
Während der Zeit der Sowjetunion waren alle kirchlichen Aktivitäten untersagt. In den 1990er Jahren bilden sich wieder evangelische Gemeinden in der Oblast Kaliningrad. Nowo-Gurjewskoje liegt im Bereich der Kirchenregion Gussew (Gumbinnen) in der ebenfalls neugegründeten Propstei Kaliningrad der Evangelisch-Lutherischen Kirche Europäisches Russland (ELKER). Zuständige Geistliche sind die Pfarrer der Salzburger Kirche in Gussew.